# Радован Панков (фудбалер)
Радован Панков (Нови Сад, 5. август 1995) српски је фудбалер. Игра у одбрани, а тренутно наступа за Легију из Варшаве.

## Биографија
Његов деда, по коме је добио име, Радован Панков (1946-2024) бивши је српски политичар, који је крајем 1980-их и 1990-их, био функционер Савеза комуниста Војводине и Социјалистичке партије Србије (СПС), потпредседник Народне скупштине Србије и министар у Влади Србије.

## Каријера
Своју професионалну каријеру је започео у новосадској Војводини. Својим добрим наступима усталио се у првом тиму „старе даме”, где је одиграо 46 првенствених утакмица за две године. Лета 2016. године прелази у Урал из Јекатеринбурга. У новом клубу није се дуго задржао, те је уследила позајмица у АЕК из Ларнаке. У летњем прелазном року 2018. постао је члан нишког Радничког. За екипу Ненада Лалатовића је у сезони 2018/19. одиграо 42 меча у свим такмичењима. Изабран је у идеалан тим првенства, у избору Заједнице Суперлигаша. Са клубом је освојио друго место у Суперлиги и стигао до полуфинала Купа. Крајем маја 2019. године је потписао трогодишњи уговор са Црвеном звездом. У фебруару 2023. уступљен је Чукаричком до краја такмичарске 2022/23. Средином јуна 2023. потписао је за Легију из Варшаве.

## Репрезентација
Са репрезентацијом Србије до 20 године постао је првак света на првенству на Новом Зеланду 2015. године.
У мају 2017. године, селектор репрезентације Србије до 21. године Ненад Лалатовић је уврстио Панкова на коначни списак играча за Европско првенство 2017. године у Пољској. Србија је такмичење завршила већ у групној фази након што је из три меча имала два пораза и један нерешен резултат. Панков је прву утакмицу на првенству против Португала преседео на клупи. У другом сусрету против Македоније такође није играо али је добио црвени картон након што је приговорио судији после завршетка утакмице. Због тога је добио суспензију па није био у комбинацији за последњи меч против Шпаније.

## Статистика

### Клупска
Ажурирано 7. октобра 2023.
|                         |          |                      |     |   |    |   |    |   |   |   |     |   |  |  |
| Војводина               | 2013/14. | Суперлига Србије     | 2   | 0 | —  | — | —  | — | — | — | 2   | 0 |  |  |
| Војводина               | 2014/15. | Суперлига Србије     | 14  | 0 | 2  | 0 | 1  | 0 | — | — | 17  | 0 |  |  |
| Војводина               | 2015/16. | Суперлига Србије     | 30  | 0 | 3  | 0 | 6  | 0 | — | — | 39  | 0 |  |  |
| Војводина               | Укупно   | Укупно               | 46  | 0 | 5  | 0 | 7  | 0 | — | — | 58  | 0 |  |  |
|                         |          |                      |     |   |    |   |    |   |   |   |     |   |  |  |
| Урал                    | 2016/17. | Премијер лига Русије | 5   | 0 | 1  | 0 | —  | — | — | — | 6   | 0 |  |  |
|                         |          |                      |     |   |    |   |    |   |   |   |     |   |  |  |
| АЕК Ларнака (позајмица) | 2017/18. | Прва лига Кипра      | 5   | 1 | 3  | 0 | 0  | 0 | — | — | 8   | 1 |  |  |
|                         |          |                      |     |   |    |   |    |   |   |   |     |   |  |  |
| Раднички Ниш            | 2018/19. | Суперлига Србије     | 35  | 3 | 3  | 0 | 4  | 2 | — | — | 42  | 5 |  |  |
|                         |          |                      |     |   |    |   |    |   |   |   |     |   |  |  |
| Црвена звезда           | 2019/20. | Суперлига Србије     | 23  | 1 | 2  | 0 | 3  | 0 | — | — | 28  | 1 |  |  |
| Црвена звезда           | 2020/21. | Суперлига Србије     | 32  | 0 | 3  | 1 | 9  | 0 | — | — | 44  | 1 |  |  |
| Црвена звезда           | 2021/22. | Суперлига Србије     | 21  | 0 | 4  | 0 | 11 | 0 | — | — | 36  | 0 |  |  |
| Црвена звезда           | 2022/23. | Суперлига Србије     | 4   | 0 | 1  | 0 | 2  | 0 | — | — | 7   | 0 |  |  |
| Црвена звезда           | Укупно   | Укупно               | 80  | 1 | 10 | 1 | 25 | 0 | — | — | 115 | 2 |  |  |
|                         |          |                      |     |   |    |   |    |   |   |   |     |   |  |  |
| Чукарички (позајмица)   | 2022/23. | Суперлига Србије     | 14  | 1 | 3  | 0 | —  | — | — | — | 17  | 1 |  |  |
|                         |          |                      |     |   |    |   |    |   |   |   |     |   |  |  |
| Легија Варшава          | 2023/24. | Екстракласа          | 6   | 0 | 0  | 0 | 5  | 0 | 0 | 0 | 11  | 0 |  |  |
|                         |          |                      |     |   |    |   |    |   |   |   |     |   |  |  |
| Каријера                | Каријера | Каријера             | 191 | 6 | 25 | 1 | 41 | 2 | 0 | 0 | 257 | 9 |  |  |
|                         |          |                      |     |   |    |   |    |   |   |   |     |   |  |  |